# Pistolet Astra 700
Astra 700 – hiszpański pistolet samopowtarzalny. Była to pomniejszona wersja pistoletu Astra 400

## Opis
Astra 700 była bronią samopowtarzalną. Zasada działania oparta na odrzucie zamka swobodnego. Mechanizm uderzeniowy kurkowy. Pistolet wyposażony był w automatyczny bezpiecznik chwytowy.
Astra 700 była zasilany ze wymiennego, jednorzędowego magazynka pudełkowego o pojemności  12 naboi, umieszczonego w chwycie. Lufa gwintowana. Przyrządy celownicze mechaniczne, stałe (muszka i szczerbinka).